# João Ubiratan Moreira dos Santos
Prof. Dr. João Ubiratan Moreira dos Santos (13 de octubre de 1954) es un profesor, y botánico brasileño.

## Antecedentes profesionales
En 1974, obtuvo una licenciatura en Ciencias Biológicas - Modalidad Medicina, por la Universidad Federal de Pará; en 1984, una M.Sc. en Biología Vegetal por la Universidad Estatal de Campinas, y en 1992 el doctorado en Biología Vegetal, por la misma alta casa de estudios, defendiendo la tesis: O Genero Aspilia Thouars. (Compositae-Heliantheae) no Brasil. En la actualidad es un investigador - Museo Goeldi, un investigador del Consejo Nacional de Desarrollo Científico y Tecnológico, profesor adjunto efectivo en la Universidad Federal Rural de Amazonia]. Tiene experiencia en el campo de la botánica, con énfasis en la taxonomía de Fanerógamas, actuando sobre los siguientes temas: bancos de arena, taxonomía, Compositae, Heliantheae.

## Algunas publicaciones
- genilson alves dos reis e Silva, joão ubiratan m. dos Santos. 2011. Acmella marajoensis G.A.R.Silva & J.U.M.Santos: Uma nova espécie de Asteraceae para a Amazônia brasileiraa. Acta Amazónica 41: 191-194

- ----------------------------------------------, ---------------------------------. 2010a. Novos Registros de Espécies da Subtribo Ecliptinae (Heliantheae-Asteraceae) para a Amazônia Brasileira. Acta Amazónica 40: 499-508

- a.p. Souza Filho, ely simone cajueiro Gurgel, maria sílvia Queiroz, joão ubiratan m. dos Santos. 2010b. Atividade alelopática de extratos brutos de três espécies de Copaifera (Leguminosae-Caesalpinioideae). Planta Daninha 28: 1-9

- rachel macêdo da Silva, ulf Mehlig, joão ubiratan m. dos Santos; moira paula machado Menezes. 2010c. The coastal restinga vegetation of Pará, Brazilian Amazon: a synthesis. Revista Brasileira de Botânica 33: 1-21

- dário dantas do Amaral, m.t.r.s. Prost, maria de nazaré do carmo Bastos; s.v. Costa Neto; joão ubiratan m. dos Santos. 2008. Restingas do Litoral Amazônico, Estados do Pará e Amapá, Brasil. Boletim do Museu Paraense Emílio Goeldi. Série Ciências Naturais 3: 35-67

- ely simone cajueiro Gurgel, ana cristina magalhães Carvalho; joão ubiratan m. dos Santos. 2006a. Virola surinamensis (Rol. ex Rottb.) Warb. (Myristicaceae): Aspectos Morfológicos do fruto, semente, germinação e da plântula. Boletim do Museu Paraense Emílio Goeldi. Série Ciências Naturais 1 ( 1): 37-46

- a.l.c. Roman; joão ubiratan m. dos Santos. 2006b. A Importância das Plantas Medicinais para a Comunidade Pesqueira de Algodoal. Boletim do Museu Paraense Emílio Goeldi Série Ciências Naturais, Belém 1 ( 1): 69-80

- a.s. Álvarez, r.c.v. Potiguara, joão ubiratan m. dos Santos. 2006c. Arquitetura Foliar de Espécies de Eugenia L. (Myrtaceae), da Restinga de Algodoal/Maiandeua-Pará. Boletim do Museu Paraense Emílio Goeldi. Série Ciências Naturais, Belém 1 ( 2): 29-36

- ely simone cajueiro Gurgel, joão ubiratan m. dos Santos, ana cristina magalães Cavalcante, léa maria Cavalcante. 2006d. Jacaranda copaia (Aubl.) D.Don subsp. spectabilis (Mart. ex A.DC.) Gentry: Aspectos morfológicos do Fruto, semente , germinação e da plântula. Boletim do Museu Paraense Emílio Goeldi. Série Ciências Naturais 1 ( 1): 113-120

- joão ubiratan m. dos Santos, maria de nazaré do carmo Bastos, ely simone cajueiro Gurgel, ana cristina magalães Carvalho. 2006e. Bertholletia excelsa Humb. & Bonpl. (Lecythidaceae): morfológicos do fruto, da semente e da plântula. Boletim do Museu Paraense Emílio Goeldi. Série Ciências Naturais 1: 103-112

- a.s. Rosario, ricardo de souza Secco; dário dantas do Amaral, joão ubiratan m. dos Santos, maria de nazaré do Carmo Bastos. 2005. Flórula Fanerogâmica das Restingas do Estado do Pará, Ilhas de Algodoal e Maiandeua - 2. Myrtaceae A. L. de Jussieu. Boletim do Museu Paraense Emílio Goeldi. Série Ciências Naturais, Museu Paraense 1 ( 1): 31-48

- d.d. Amaral, joão ubiratan m. dos Santos, maria de nazaré do carmo Bastos, s.v. Costa Neto. 2001a. Aspectos Taxonômicos de espécies arbustivas e arboreas ocorrentes em Moitas - Restinga do Crispim, município de Marapanim, Pará. Boletim do Museu Paraense Emílio Goeldi, Belém 17 ( 1): 21-73

- s.v. Costa Neto, j.o. Pereira, maria de nazaré do carmo Bastos, joão ubiratan m. dos Santos, dário dantas do Amaral. 2001b. Fitossociologia das formações herbáceas da restinga do Crispim, Marapanim - Pará. Boletim do Museu Paraense Emílio Goeldi. Botânica, Belém 17 ( 1): 163-188

- a.e.s. Rocha, maria de nazaré do carmo Bastos, joão ubiratan m. dos Santos. 2001c. O gênero Paspalum L. (Gramineae / Poaceae) na restinga da praia da Princesa, APA de Algodoa / Maiandeual. Maracnã, Pará, Brasil. Boletim do Museu Paraense Emílio Goeldi. Botânica, Belém 17 ( 1): 189-210

- dário dantas do Amaral, joão ubiratan m. dos Santos, maria de nazaré do carmo Bastos, l.c.b. Lobato. 2001d. A Vegetação da Ilha Canelas, Municipio de Bragança, Pará, Brasil. (No prelo). Boletim do Museu Paraense Emílio Goeldi. Botânica, Belém 16 ( 2): 00-00

- a.s. Álvarez, r.c.v. Potiguara, joão ubiratan m. dos Santos. 2001e. Anatomia dos folíolos de Swartzia brachyrhachis Harms var. snethlageae (Ducke) Ducke e Swartzia laurifolia Benth. (Leguminosae-Papilionoideae), ocorrentes na restinga de Algodoal / Maiandeua - Pará. Boletim do Museu Paraense Emilio Goeldi. Zoologia, Belém 17 ( 2): 345-360

- ------------------, -------------------------, --------------------------------------------. 2001f. Arquitetura foliar de Swartza brachyrachis Harms var. Snethlageae (Ducke) Ducke e Swartza laurifolia Benth. (Leguminosae - Papilonoideae), ocorrentes na Restinga de Algodoal / Maiandeua - Pará. Boletim do Museu Paraense Emilio Goeldi. Zoologia

## Libros
- d.d. Amaral, i.c.g. Vieira, r.p. Salomâo, s.s. Almeida, j.b.f. Silva, s.v. Costa Neto, joão ubiratan m. dos Santos, léa maria medeiros Carreira, maria de nazaré do carmo Bastos. 2007. Campos e Florestas das Bacias dos Rios Atua e Anajás. Ilha do Marajó, Pará. 1ª ed. Belém: Museu Paraense Emílio Goeldi, Coleção Adolpho Ducke, vol. 1. 110 pp.

- m.a.g. Jardim, maria de nazaré do carmo Bastos, joão ubiratan m. dos Santos (orgs.). 2003a. Desafios da Botânica Brasiliera no Novo Milênio: Inventário, Sistematização e Conservação da Diversidade Vegetal. 1ª ed. Belém: Sociedade Botânica do Brasil, vol. 1. 294 pp.

- maria de nazaré do carmo Bastos, denise cristina torres Costa, joão ubiratan m. dos Santos. 2003b. Vegetação da Restinga: Aspéctos botânicos e uso medicinal. 1ª ed. Belém: Museu Paraense Emílio Goeldi, vol. 1. 23 pp.

- joão ubiratan m. dos Santos. 2001. O gênero Aspilia Thou (Compositae - Heliantheae) no Brasil. 1ª ed. Belém: Museu Paraense Emílio Goeldi, vol. 1. 301 pp.

- La abreviatura «J.U.Santos» se emplea para indicar a João Ubiratan Moreira dos Santos como autoridad en la descripción y clasificación científica de los vegetales.[2]